# Le Plantay
Le Plantay ist eine französische Gemeinde mit 569 Einwohnern (Stand: 1. Januar 2022) im Département Ain in der Region Auvergne-Rhône-Alpes. Sie gehört zum Kanton Ceyzériat im Arrondissement Bourg-en-Bresse.

## Geographie
Le Plantay liegt inmitten der seenreichen Landschaft Dombes am Fluss Renon, etwa 18 Kilometer südsüdwestlich von Bourg-en-Bresse und 20 Kilometer nordöstlich von Lyon. 
Nachbargemeinden von Le Plantay sind Marlieux im Norden, Saint-Nizier-le-Désert im Nordosten un Osten, Chalamont im Osten und Südosten, Versailleux im Südosten und Süden sowie Villars-les-Dombes im Südwesten und Westen.

## Bevölkerungsentwicklung
| Jahr                       | 1962 | 1968 | 1975 | 1982 | 1990 | 1999 | 2006 | 2012 | 2021 |
| Einwohner                  | 323  | 300  | 281  | 339  | 344  | 417  | 512  | 532  | 579  |
| Quellen: Cassini und INSEE |      |      |      |      |      |      |      |      |      |

## Sehenswürdigkeiten
- Kirche Saint-Pierre, Monument historique seit 2008
- Turm Le Châtel, seit 1991 Monument historique
- Kloster Notre-Dame, 1863 gegründet

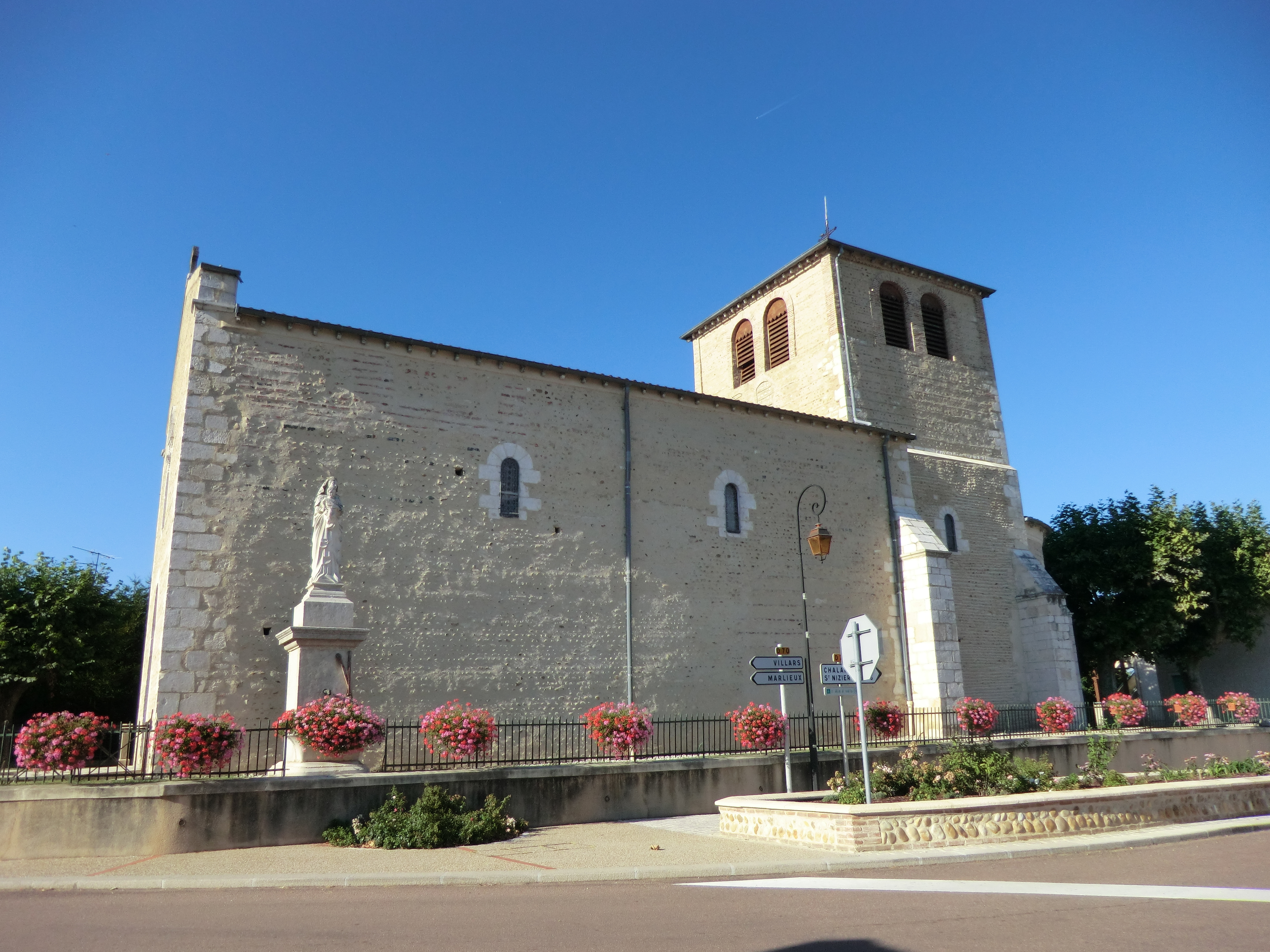
Kirche Saint-Pierre
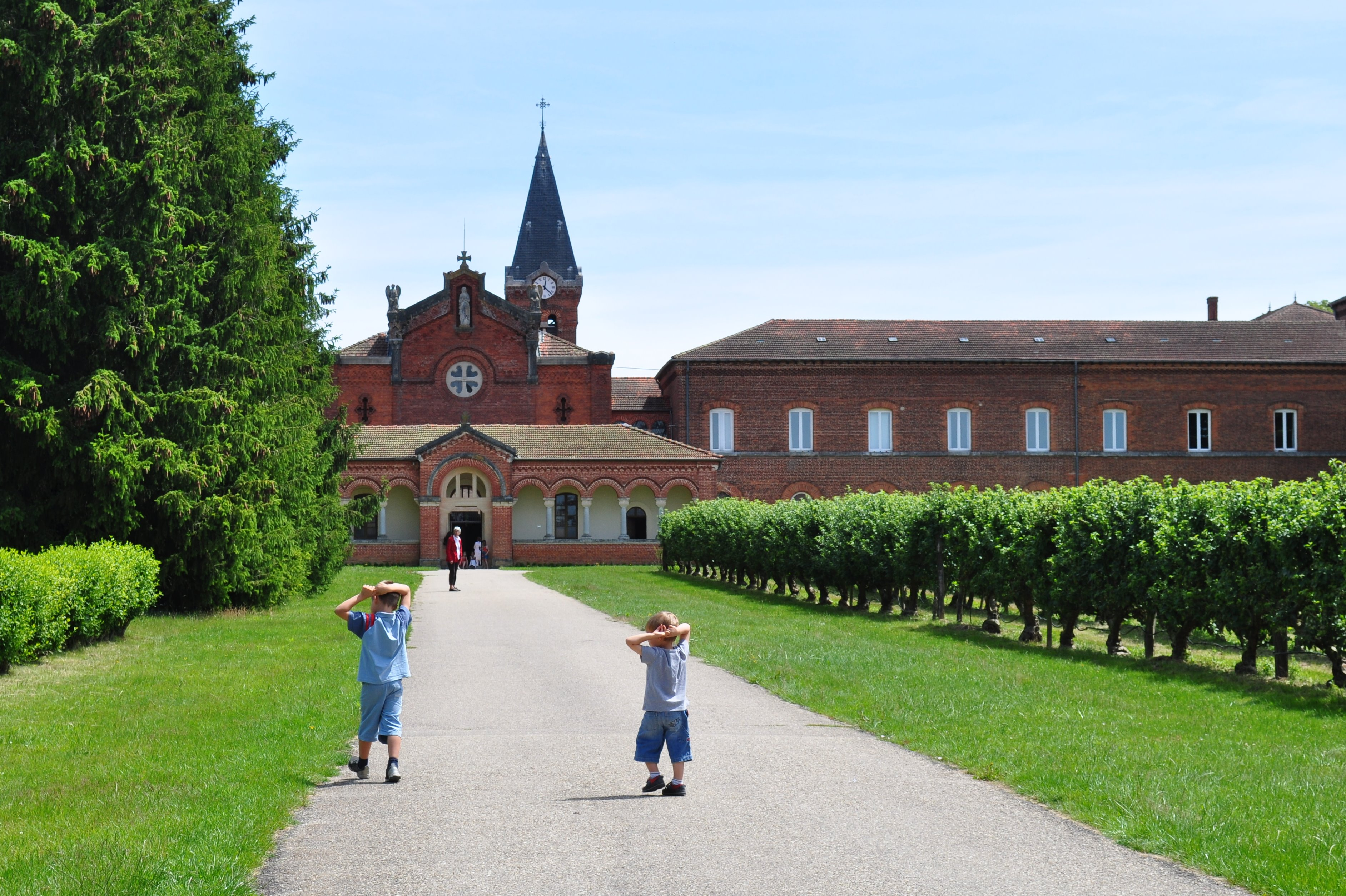
Kloster Notre-Dame des Dombes
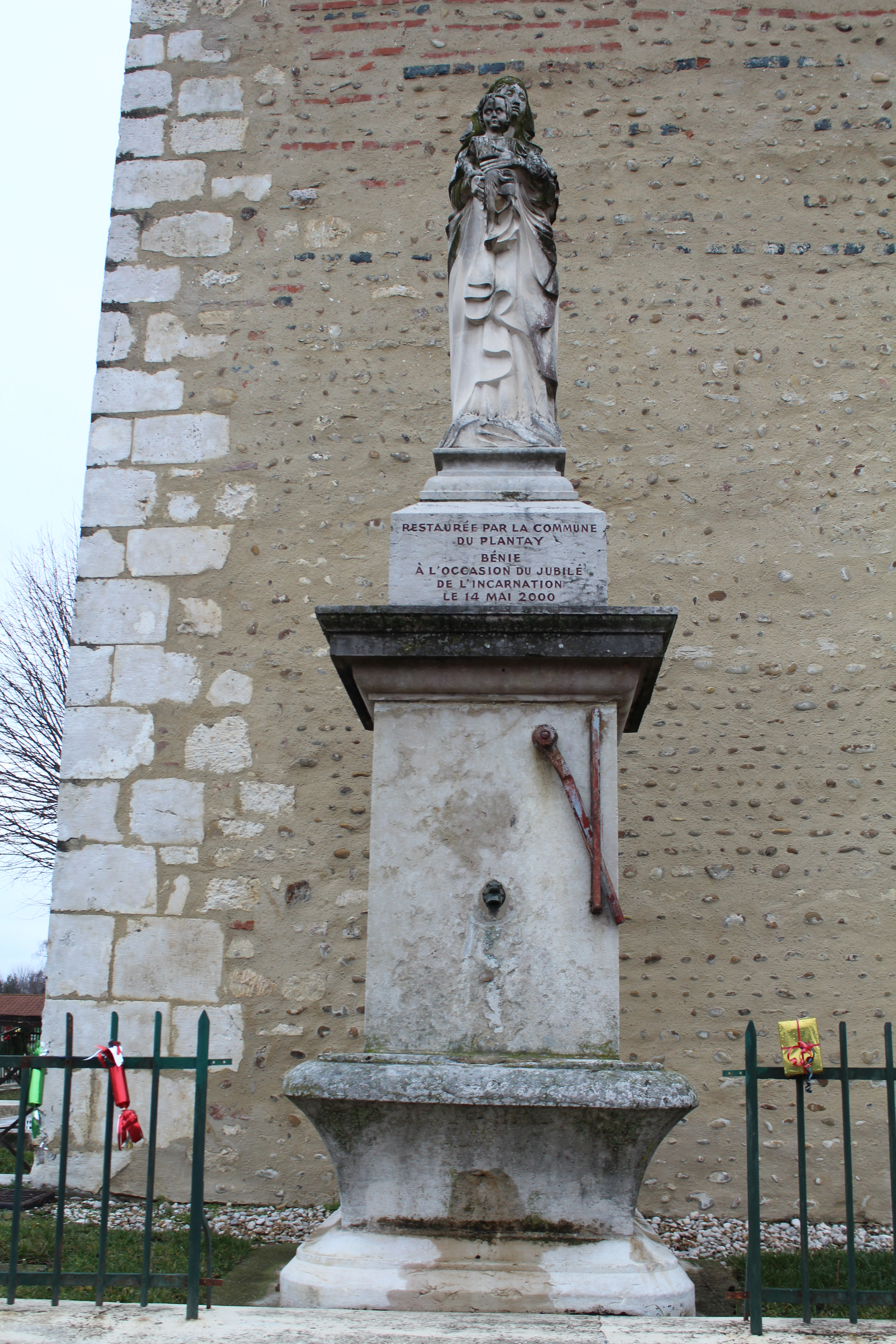
Marienstatue
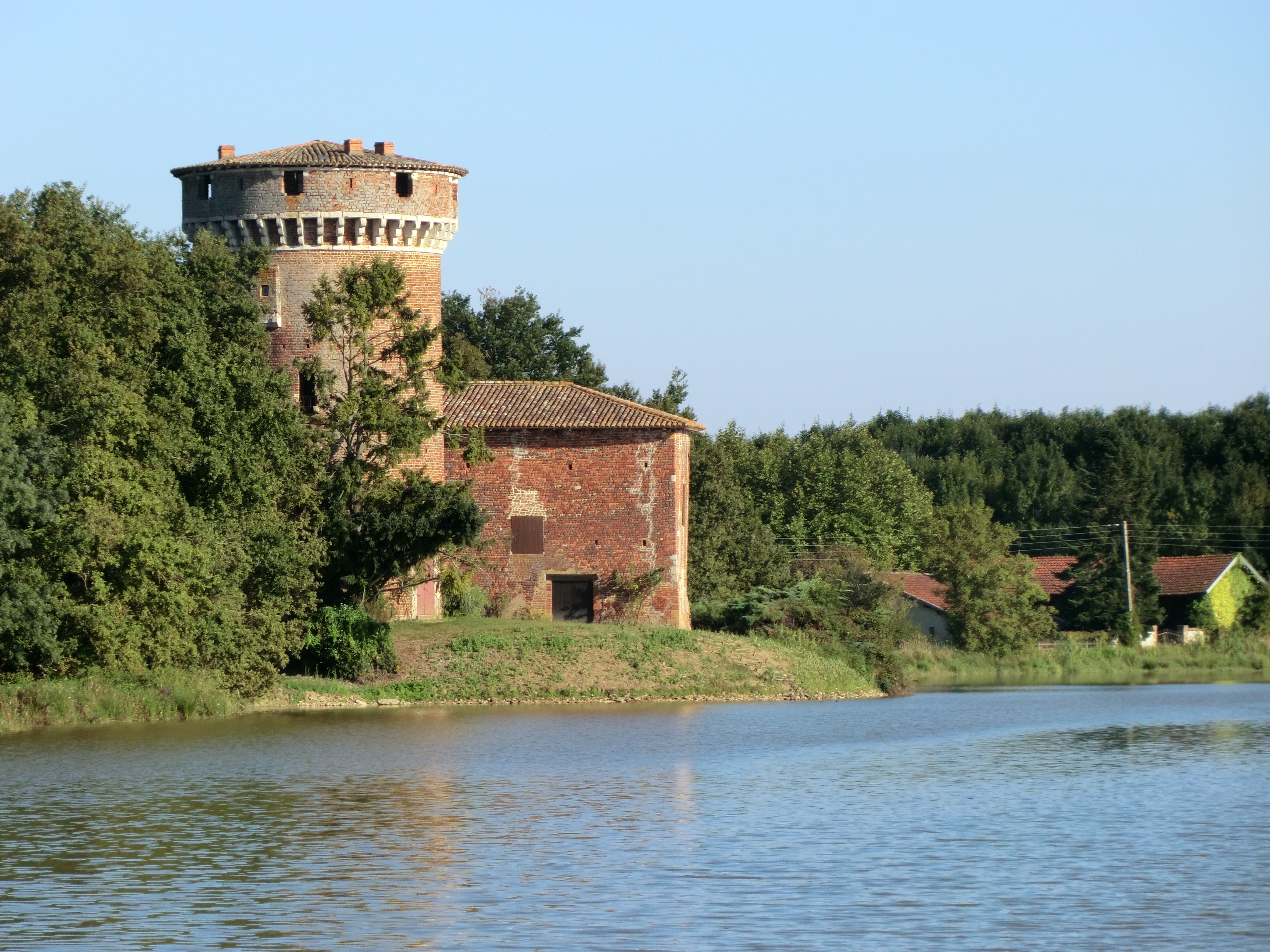
Turm Le Châtel
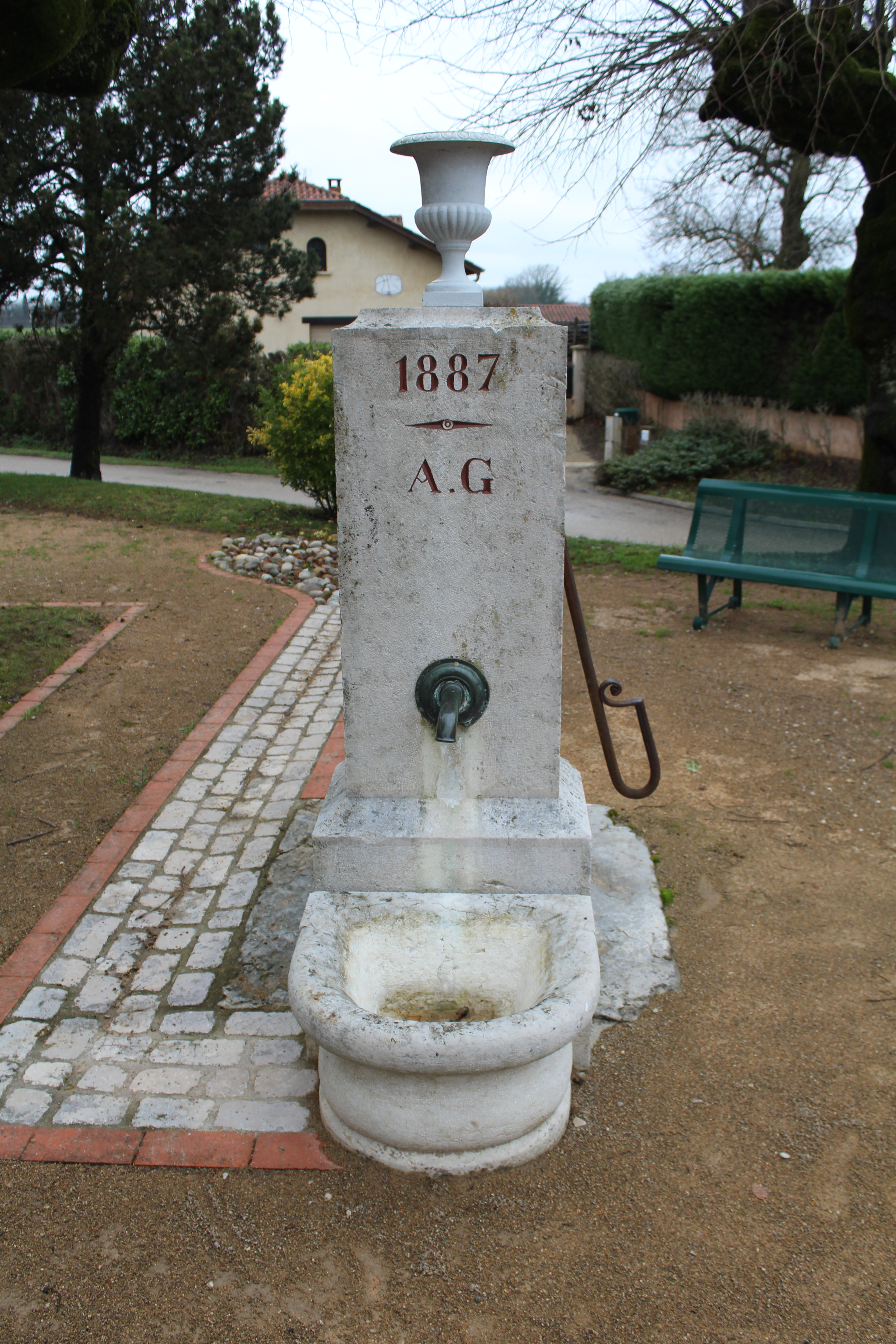
Brunnen am Rathaus
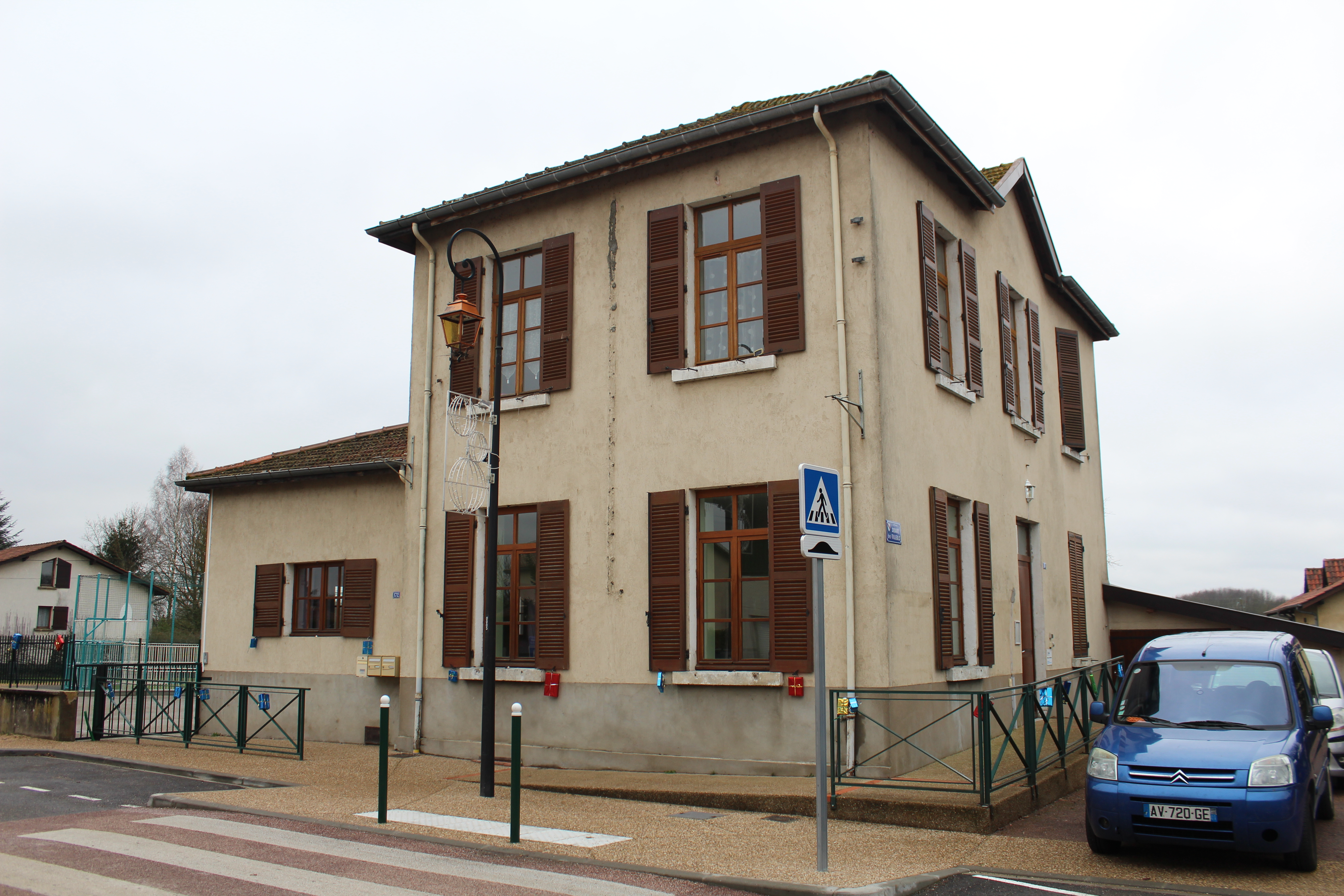
Bibliothek
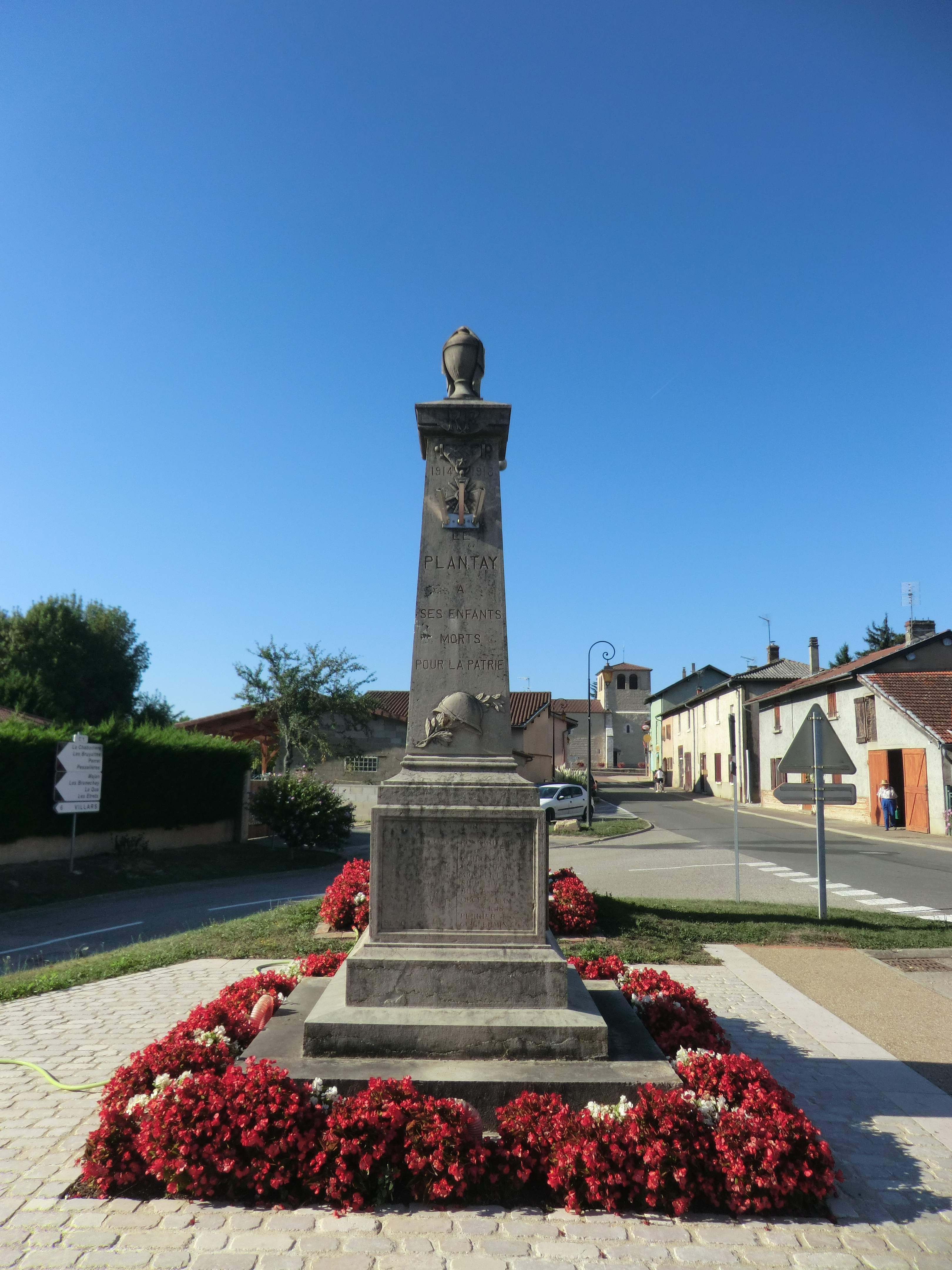
Gefallenendenkmal